# Dona Inês
Dona Inês é um município brasileiro no estado da Paraíba localizado na Região Geográfica Imediata de Guarabira. De acordo com o IBGE (Instituto Brasileiro de Geografia e Estatística), no ano de 2006 sua população era estimada em 11.400 habitantes. Área territorial de 132 km². Até 15 de novembro de 1959 era distrito do município de Bananeiras.

## Geografia
O município está inserido na unidade geoambiental dos Serrotes, Inselbergues e Maciços Residuais. As altitudes variam de 200 a 500 metros, com a presença de grandes penhascos rochosos.
O município está incluído na área geográfica de abrangência do semiárido brasileiro, definida pelo Ministério da Integração Nacional em 2005.  Esta delimitação tem como critérios o índice pluviométrico, o índice de aridez e o risco de seca. O clima é quente, com período chuvoso entre fevereiro e agosto. A pluviosidade média é cerca de 750 mm.
A vegetação nativa consiste de caatinga hipoxerófila, com algumas áreas de floresta caducifólia.
O município está inserido na bacia hidrográfica do rio Curimataú. Os principais tributários são o rio Curimataú e o riacho da Vaca Morta, todos de regime intermitente.